# Kainite
La kainite è un minerale composto da sali di cloruro di potassio e solfato di magnesio. Il nome deriva dal greco antico καιυος (recente, per la sua formazione relativamente recente), si può riconoscere per il gusto salato-amaro, a differenza del salgemma che risulta al palato salato-dolce.
Abitualmente la kainite si estrae per la produzione di fertilizzanti potassici.

## Morfologia
I cristalli presentano un habitus tabulare, invece gli aggregati presentano comunemente un habitus fibroso, con croste granulari massicce.

## Origine e giacitura
Si forma attraverso l'evaporazione di sedimenti marini.
Uno dei più importanti giacimenti d'Europa, oggi dismesso, è stato quello di Pasquasia in Sicilia in provincia di Enna.
Si trova in Austria, Cina, Germania, Iran, Italia (particolarmente in provincia di Enna e Pasquasia), Kazakistan, Polonia, Russia, USA e Islanda.